# Picelj
Picelj är ett berg i Kosovo. Det ligger i den norra delen av landet, 30 km norr om huvudstaden Priština. Toppen på Picelj är 1 408 meter över havet.
Terrängen runt Picelj är huvudsakligen lite bergig. Runt Picelj är det ganska tätbefolkat, med 222 invånare per kvadratkilometer. Närmaste större samhälle är Mitrovicë, 18,1 km sydväst om Picelj. Omgivningarna runt Picelj är en mosaik av jordbruksmark och naturlig växtlighet.